# Václav Tintěra
Václav Tintěra (Praga, 20 de março de 1893 — data de morte desconhecido) foi um ciclista olímpico tcheco. Representou a Boêmia em dois eventos nos Jogos Olímpicos de Verão de 1912, em Estocolmo.